# Rubus lamprocaulos
Espèce
Rubus lamprocaulos est une espèce de plantes à fleurs de la famille des rosacées et du genre Rubus.

## Description
Rubus lampraucaulos a des turions anguleux, glabres, pourvus d'aiguillons de quatre à cinq millimètre de long. Les feuilles sont digitées et comportent cinq folioles. Le foliole terminal est de forme ovale. Le pruno-rubion radulae comporte des dents arrondies ; sa partie supérieure comporte vingt à cent poils par cm². La face inférieure, quant à elle, est verte, et sa pubescence est à peine perceptible au toucher. Les fleurs, rose pâle, sont réunies en corymbe.

## Habitat et répartition
Cette ronce, de distribution éparse à fréquente, vit sur sol non calcaire, dans les fourrés, les clairières et lisières de bois. On la rencontre en Suède, Danemark, Allemagne, Pologne et aux Pays-Bas.